# Henryk Południak
Henryk Oskar Południak (ur. 30 stycznia 1925 w Katowicach, zm. 9 czerwca 1946 w Katowicach) – polski działacz młodzieżowy PPS.

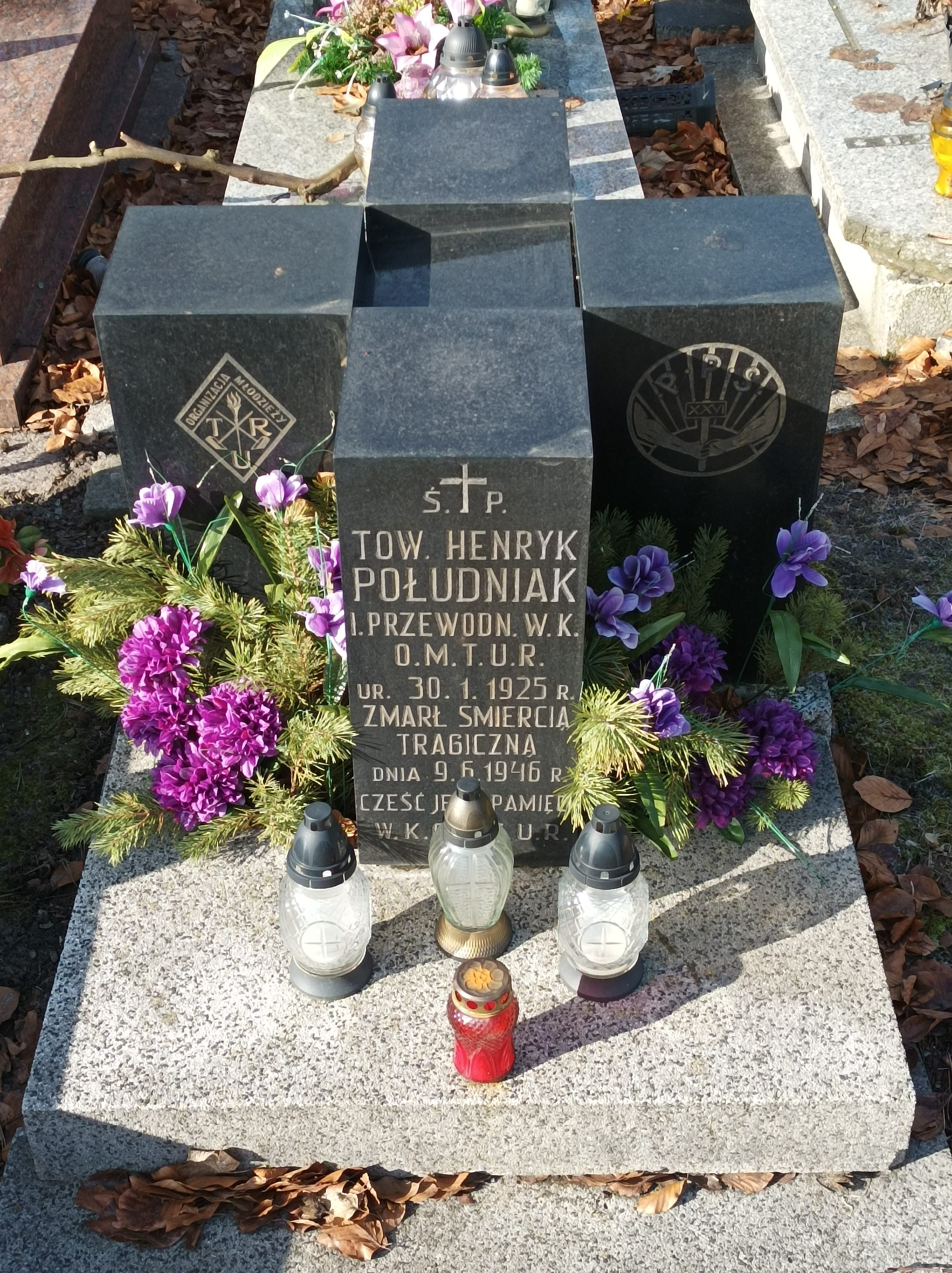
Grób Henryka Południaka na cmentarzu przy ul. Sienkiewicza w Katowicach

## Życiorys
W styczniu 1945 był członkiem grupy działaczy PPS, wysłanych do Katowic przez Centralny Komitet Wykonawczy partii. Został wybrany w skład Wojewódzkiego Komitetu Robotniczego PPS (od marca 1945 śląsko-dąbrowski Wojewódzki Komitet Robotniczy z siedzibą w Katowicach). Od marca 1945 do kwietnia 1946 był przewodniczącym Zarządu Wojewódzkiego Organizacji Młodzieży Uniwersytetu Robotniczego (OMTUR) w Katowicach; w opinii historyków „stworzył ze Śląska najpotężniejszy ośrodek omturowy w Polsce”.
Wszedł w skład Komitetu Centralnego OMTUR na I Krajowej Konferencji organizacji w Warszawie (kwiecień 1945). Na kongresie PPS (przełom czerwca i lipca 1945 w Warszawie) został także wybrany do Rady Naczelnej PPS. Był członkiem Wojewódzkiej Rady Narodowej w Katowicach i Zarządu Robotniczego Sportowego Komitetu Okręgowego na Śląsku.
Zginął w wypadku motocyklowym.

## Źródła
- Andrzej Krzysztof Kunert, Henryk Oskar Południak, w: Polski Słownik Biograficzny, tom XXVII, 1983